# Karel Van Gool
Karel Van Gool (ca. 1944) is een Belgisch voormalig politicus voor de CVP.

## Levensloop
Na de gemeenteraadsverkiezingen van 1982 volgde hij partijgenoot Jef Bouwen op als burgemeester van Arendonk. Na één legislatuur nam Bouwen opnieuw de burgemeesterssjerp over en werd Van Gool schepen. Bij de gemeenteraadsverkiezingen van 2000 stelde hij zich niet langer kandidaat.